# Мулунгу (Параиба)
Мулунгу (порт. Mulungu)  —  муниципалитет в Бразилии, входит в штат Параиба. Составная часть мезорегиона Сельскохозяйственный район штата Параиба. Входит в экономико-статистический  микрорегион Гуарабира. Население составляет 7816 человек на 2006 год. Занимает площадь 192,211 км². Плотность населения — 40,7 чел./км².
Праздник города — 27 сентября. 

## История
Город основан в 1959 году.

## Статистика
- Валовой внутренний продукт на 2003 год составляет 19 122 716,00 реалов (данные: Бразильский институт географии и статистики).
- Валовой внутренний продукт на душу населения на 2003 год составляет 2132,09 реалов (данные: Бразильский институт географии и статистики).
- Индекс развития человеческого потенциала на 2000 год составляет 0,567 (данные: Программа развития ООН).